# Automatic (Miranda Lambert)
Automatic è un singolo della cantante country statunitense Miranda Lambert, pubblicato nel 2014 ed estratto dall'album Platinum.
Agli Academy of Country Music ottiene il premio come "canzone dell'anno" nel 2015, mentre riceve due nomine ai Grammy Awards nelle categorie Best Country Solo Performance e Best Country Song.

## Descrizione
La canzone, scritta da Miranda Lambert con Nicolle Galyon e Natalie Hemby, tratta il tema di "rallentare, prendere fiato e ricordare come ci si sente a vivere la vita in modo un po' più semplice", unito a ricordi e gesti familiari vissuti dalla cantante nella giovane età.
La cantautrice canadese Carolyn Dawn Johnson contribuisce con ammonizzazioni vocali sulla canzone.

## Tracce
Download digitale
1. Automatic – 4:07

## Classifiche
Il brano raggiunge la prima posizione della Canada Country Singles Chart e 34 della Canadian Hot 100. Arriva alla terza e quarta posizione della US Country Airplay e Hot Country Songs, mentre nella Billboard Hot 100 entra alla posizione 35.